# 시게트센트미클로시

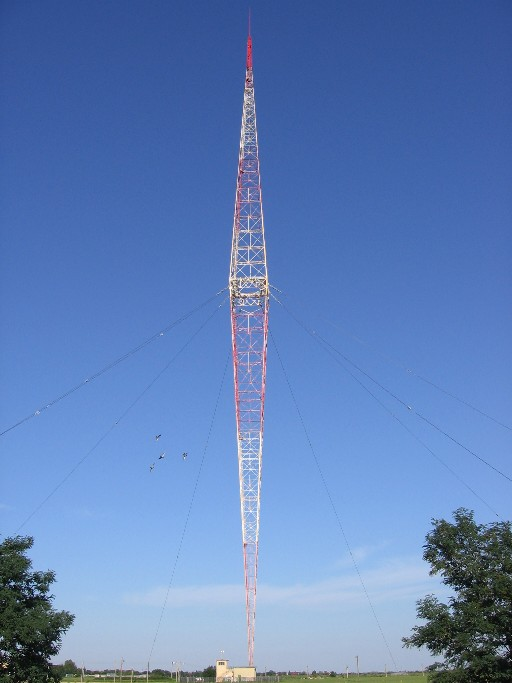

시게트센트미클로시(헝가리어: Szigetszentmiklós)는 헝가리 페슈트 주에 위치한 도시로 면적은 45.65km2, 인구는 32,340명(2009년 기준), 인구 밀도는 710명/km2이다. 도나우강 위에 있는 체펠섬에 위치한다.

## 자매 도시
- 핀란드 하우키푸다스
- 루마니아 게오르게니
- 폴란드 부스코즈드루이
- 이탈리아 스페키아
- 독일 슈타인하임
- 불가리아 고르나오랴호비차
- 북마케도니아 코차니